# بادوول
بادوول (به فرانسوی: Badevel) یک کمون (فرانسه) در فرانسه است که در canton of Étupes واقع شده‌است. بادوول ۳٫۷۳ کیلومتر مربع مساحت دارد.